# 塩沢とき
塩沢 とき（、1928年〈昭和3年〉4月1日 - 2007年〈平成19年〉5月17日）は、日本の女優。本名及び旧芸名は塩沢 登代路（）。
東京市牛込区中里町出身。実践高等女学校卒。亡くなるまで東宝芸能に所属。

## 来歴
1947年、越後憲や杉葉子らと東宝ニューフェイス第2期に合格。芸能界入りからしばらくは、三越のファッションショーにモデルとしてたびたび出演した。1950年に端役で『女三四郎』で映画初出演。以降、1950年代の東宝作品に出演し、デビューからしばらくは本名の塩沢登代路で活動した。
1958年、舌癌を病み、手術の際に総入れ歯となったが、幸運にも担当医が舌癌の最新療法(当時)を学んでいたことで、寛解する。ただし、この舌癌については1981年頃まで公表しなかった(後述)。
1961年の映画『アワモリ君売出す』にコミカルな講師役で出演したことが転機となった。その演技から本人に「明るく健康なイメージ」がつき、コミカルな役が増えるきっかけとなった。
1969年に放送開始された『ケンちゃんシリーズ』の全般に渡り、強烈な教育ママ役で数多くに出演。同作を皮切りに、1970年代に子供向け作品を中心に、上記を含めた様々な当たり役を得て脇役として大活躍した。
1972年、ドラマ『愛の戦士レインボーマン』の魔女・イグアナ役の怪演で演技の幅を広げ、より一層個性的な女優となる。1973年には、『へんしん!ポンポコ玉』で覗き見が趣味の隣の奥さん・鵜之目タカ子役を演じる。1976年、『円盤戦争バンキッド』では家のアンテナの異変をいつも目撃して大騒ぎする宇崎家の婿養子・博彦（演：柳生博）の妻役を演じた。
1981年、『徹子の部屋』で、30歳の折の癌と総入れ歯のエピソードを初告白、その後、自らの癌体験を本にして出版する。また、このときに過去の恋愛も披露し、さらには「男性のものを頂く」という間接的表現で精飲など情熱的な性行為を告白した。
1984年、『ライオンのいただきます』(以下、『いただきます』)にゲスト出演。派手なメガネと大きく結った独特のヘアスタイルに加え、その上品な口調でざっくばらんに下ネタを連発するトークがウケて出演を重ね、老若男女から一躍人気を得た。また同時期に放送された『月曜ドラマランド』などでは、お金持ちの奥様役やカカア天下の上司夫人役を多く演じた。
1985年（昭和60年）、57歳。右乳癌を患い入院、手術。その後はマイペースにドラマ、映画、舞台、などの仕事をこなしていく。また、上記により世間を楽しませたことから、同年に「ゆうもあ大賞」を受賞。
1999年（平成11年）、71歳。今度は骨粗鬆症を患うが、5年間の闘病生活を送るなか、その間も杖を使いながら少しずつドラマなどの仕事をこなす。
2004年（平成16年）、76歳。新薬の効果で骨粗鬆症を無事完治したのもつかの間、左胸に違和感があり、9月に受けた前回の執刀医による診察で、乳癌であることが判明。ごく初期だったため、乳房を残す方法も検討されたが「ありったけ取ってください」と全摘出。手術は無事成功し、回復後元気に仕事をこなす。
2005年、乳がんの手術のためにテレビ出演はできなかった。最後のテレビ出演は2005年5月12日放送された『徹子の部屋』だった。
2007年5月17日、スキルス性胃癌のため東京都目黒区の病院で死去。79歳没。舌癌・左右両方の乳癌と3回もの癌の罹病を克服し、「癌は治る」と元気に話していた最中の死去であった。
生前、両親の生まれ故郷である長野県飯田市内に自身の墓を建てており、死後はそこに埋葬された。墓には本名ではなく芸名の「塩沢とき」が刻まれ、墓石の隣には「とき観音」が建てられた。

## エピソード

### 20代の頃の恋愛と舌がん
1950年に清楚な女優として映画デビューしたが、あまりパッとせず中々芽が出なかった。本人はその理由を「まだ処女で色気がないからだ」と考え、当時たまたま知り合った23歳年上の会社社長に抱かれることを決めたという。その男性が他の女性と付き合っていることを知りつつ、密かに彼と7年ほど付き合い、その間4回も彼との子を中絶した。
会社社長と別れ、30歳を迎えた1958年に突如舌がんを診断され、治療したが周りにはこのことをひた隠しにした。その後1981年に出演した『徹子の部屋』でがん体験を公に初告白し、同時に上記の恋愛についても赤裸々に語った。後日、本人は「プライベートを話したことで、長年の憑き物が落ちたようだ」と言ったという。

### 女優として
『ケンちゃんシリーズ』で主演を演じた元子役・宮脇康之(現：宮脇健)からは後年、「短い場面の出演でも存在感があり、いつも印象に残る演技をされる方でした」と評されている。また宮脇は、「視聴者には“アクの強いおばさん”のイメージが強いかもしれませんが、普段の塩沢さんはおとなしく声のトーンも穏やかでした。芝居とプライベートのギャップこそ塩沢さんの魅力でした」とも語っている。
『愛の戦士レインボーマン』の魔女・イグアナ役に関して、「メイクも衣装も全て自分で考えた」と『テレビ探偵団』でコメントしていた。
生前、「(半生を踏まえて)自分の境遇が充実して幸せに生きていたら、楽しくて明るい演技はできない」というのが口癖だった。その後還暦を迎えた頃の自著で、以下のように語っている。「私も女優となった以上、そりゃスターになりたかった。なにしろこれだけ女優生活が長くても主役ってただの一度もないのだから」。

### バラエティ番組でのブレイク
1984年のバラエティ番組『いただきます』の出演に際し、自宅の洋服ダンスから一番派手な服を選び、美容院で当時のデヴィ夫人を意識した髪型にしてもらった。この髪型は当初地毛による控えめなものだったが、同番組の出演を追うごとに徐々に大きくした。その後髪の毛の下に特注の発泡スチロールを詰め込み、キノコのような独特の左右に張り出した巨大な髪型(かつら)になった。最終的にセットに約2時間、元に戻すのに30分かかる大きさとなった。
同番組ではこの奇抜な出で立ちに加え、「身のシタ相談」に寄せられる視聴者からのハガキに上品な口調で下ネタ(セックス談義)を連発するキャラクターで一躍大人気となった。ある日の視聴者からの「彼の精液がどうしても飲めないんです」という相談に対して、「私なんか（今迄に）一升ぐらい飲みましたわよ」と発言したこともあった。またこのブレイク以降、週刊誌のインタビュー記事でも「女性はスケベでなくちゃいけませんね」、「恋愛では、多い時はお相手が15人もいました」など、性について奔放な発言をした。

### 右胸の乳がん発覚
ブレイク中の1985年7月23日、いつものように肌にローションを塗っていた所、右乳房にしこりを発見。2日後国立がんセンターで検査を受けると、右胸の乳がんと診断された。舌がんの経験によりがんに対して敏感だったことから、右乳房の乳がんも比較的早期発見となった。
元マネジャーの松野行秀(現:ゴージャス松野)によると、がんの摘出手術から目を覚ますと病室にあったテレビから偶然、日本航空123便墜落事故現場のニュースが流れていた。先の舌がんを含めて大病した塩沢は、この事故映像を見て「自分もいつまで生きられるか分からない。だったら自分の思い通りに生きよう」と決意。以降仕事の時は、できるだけ周りの人の印象に残るように振る舞うようになったという。
同年8月12日に右乳房を切除する手術を受けて24日に退院し、9月16日の『いただきます』の出演から仕事復帰した。後年左胸の乳がんが判明して全摘出した際は、「オッパイを残すとか残さないとか色々言っても、それを言えるうちが花。生き延びるためならオッパイと命は、天秤にかけられないでしょう」と発言した。

## 人物
- 塩沢が生まれた頃、父親は伊那電気鉄道（現・JR飯田線）に勤めていた。塩沢の本名の登代路（）は、伊那電鉄が当時開発していた豊橋（とよはし）駅 - 川路（かわじ）駅にちなみ、名付けられた[5][注釈 8]。ちなみに平田昭彦は小学校の同級生で、同じ東宝に所属し多くの作品で共演していた。
- 趣味は食べ歩き。好物はヒレステーキ。
- 癌による乳房切除までは巨乳の芸能人として有名だった。ちなみに右胸の乳がんの手術後である翌1986年、患者役でゲスト出演した『今夜は最高!』では、医者に扮したタモリを驚かそうと無傷の左胸を突然ポロリと披露した[注釈 9][5]。
- 先述の独特な髪型である巨大なかつらのうち、1つは末成由美に進呈した。
- モットーは「がんと共生する」[5]。普段の生活では「気配りをしすぎず、ストレスを溜めないことが肝要」との考えを持っていた[5]。
- 世田谷の家賃5万円ほどの借家に生涯住み続け、『いただきます』のブレイク後も生活は質素なものだった。在宅時も外の世界を遮断するように雨戸を閉めて過ごし、自分の世界にこもるように暮らしていた[5]。また、仕事の時は明るくあけすけな言動をしていたが、普段は神経質な所もあり、眠る時はアイマスクと耳栓を欠かさなかった[5]。生涯結婚することなく独身を通していた[5]。

## 出演作品

### テレビドラマ
- 東芝日曜劇場 岐路（1960年、TBS）
- グーチョキパー（1964年、CX）
- 氷点（1966年、NET）
- 東芝日曜劇場 女と味噌汁その5（1966年、TBS） - 犬山一代
- フジ三太郎（1968年、TBS）
- サインはV（1969年、TBS）
- 金メダルへのターン!（1970年、CX） - 岩田コーチ
- おくさまは18歳（1970年、TBS）
- おさな妻（1970年、12CH）
- 鬼平犯科帳(松本幸四郎)
  - 第1シリーズ 第50話「かまいたち」（1970年、NET / 東宝） - 藤堂八重
  - 第2シリーズ 第20話「裏道の男たち」（1972年、NET / 東宝） - おくら
- なんたって18歳!（1972年、TBS）
- 飛び出せ!青春（1972年、NTV） - 山本豊子
- ウルトラマンA 第33話「あの気球船を撃て!」（1972年、TBS） - 教育ママ
- 荒野の素浪人（NET）
  - 第1シリーズ
    - 第18話「みな殺し 棚倉城襲撃」（1972年）
    - 第61話「出獄 裏切りの報酬」（1973年） - お米

  - 第2シリーズ 第12話「鬼火の谷」（1974年）
- パパと呼ばないで（1972年、NTV）
- 愛の戦士レインボーマン 第14話「恐怖のM作戦」 - 第25話「朝陽に魔女は消えた」（1973年、NET / 東宝） - 魔女イグアナ
- へんしん!ポンポコ玉（1973年、TBS） - 鵜之目タカ子
- ダイヤモンド・アイ 第7話「死の壁を砕け!」（1973年、NET / 東宝） - 猫マスク
- 銀河テレビ小説（NHK）
  - 恋とコーヒー（1974年） - 山川社長夫人
  - 主夫物語（1986年）
- 太陽にほえろ! 第89話「地獄の再会」（1974年、NTV / 東宝） - 渋沢の母
- 華麗なる一族（1974年、MBS） - 美容師
- 赤い疑惑（1975年、TBS）
- うわさの委員会（1975年11月30日、NHK）
- 円盤戦争バンキッド（1976年 - 1977年、NTV） - 宇崎とき枝
- バトルホーク　第7話「楯兄弟暗殺指令」（1976年、12CH） - 紅竜子 / 紅竜鬼
- 朝の連続テレビ小説 いちばん星（1977年、NHK）
- 大河ドラマ（NHK）
  - 黄金の日日（1978年）第29話『起死回生』- 霜（細川たま（ガラシャ）のお付き）
  - 山河燃ゆ（1984年）- 畑中定代
  - 春の波涛（1985年）- 井上武子
- 焚火（1979年、NHK）
- 大空港 第66話「銃撃の挽歌 遠い遥かなクリスマス」（1979年、CX / 松竹） - 美容院店主
- 俺はあばれはっちゃく 第3話「夢見る初恋㋪作戦」（1979年、ANB） - ツル子
- 太郎の青春（1980年、NHK）
- 土曜ドラマ 松本清張シリーズ・天才画の女 （1980年、NHK） - 鈴木時江
- ひまわり戦争（1980年、CX）
- 一人来い二人来いみんな来い（1980年、TBS）
- 日本悪妻に乾杯!（1981年、TBS）
- その時が来た（1982年、TBS）
- 男と女のあいだには（1982年、MBS）
- 立花登・青春手控え（1983年、NHK）
- 鬼のいぬ間に（1983年、THK）
- 月曜ドラマランド（CX）
  - 長谷川町子のいじわる看護婦（1983年）
  - ぐうたらママ（1983年）
  - 意地悪お手伝いさん（1984年）
  - ぐうたらママ（1984年）
  - 意地悪お手伝いさん（1985年）
  - 白バイ野郎トミー&マツ（1985年）
  - 野球狂の詩（1985年）
  - みゆき（1986年） - 木村友子
- ビートたけしの学問ノススメ（1984年、TBS）
- 土曜ワイド劇場（ABC）
  - 混浴露天風呂シリーズ 北海道十勝岳連続殺人（1984年）
  - ダイエット殺人事件（1985年）
- どきんちょ!ネムリン 第8話「恐怖のお見合い騒動!」（1984年、CX）
- 気分は名探偵 第15話「お見合いなんて イヤ!!」（1985年、NTV、ユニオン映画） - 黒原鈴子
- 必殺仕事人V 第10話「主水 ヘソクリを盗まれる」（1985年、ABC） - 綾乃
- 嫁姑・陣取り合戦（1985年、THK）
- 夏・体験物語（1985年、TBS)
- お坊っチャマにはわかるまい!（1986年、TBS）
- 嫁と姑の隣人戦争III（1986年、YTV）
- 夏・体験物語2（1986年、TBS）
- ドラマ女の手記「新同棲時代」（1986年、TX）
- 同級生は13歳（1987年、CX）
- こんな学園みたことない!（1987年、NTV）
- 火曜サスペンス劇場（NTV）
  - 味のふるさとミステリー紀行（1987年11月24日）
  - 六月の花嫁シリーズ 婚約解消殺人事件（1989年6月13日） - 和田郁子
  - 浅見光彦スペシャル 貴賓室の怪人（2002年2月5日） - 後閑冨美子
- 隣りの未亡人とおかしな二人（1988年、ANB）
- 再婚します。（1988年、THK）
- ドラマ女の四季「嫁姑・ペット戦争!」（1988年、TX）
- 夢通りエプロン亭（1989年、TX）
- さすらい刑事旅情編II 第16話「南伊豆グルメの旅・露天風呂で消えた女」（1990年、ANB）
- 月曜ドラマスペシャル（TBS）
  - 温泉仲居番頭物語（1990年）
  - 代理母殺人事件（1994年）
  - 死の誕生パーティー看護婦シリーズII（1995年）
- 木枯らし紋次郎（1990年、TBS）
- 鶴は千年、亀は万年（1991年、YTV）
- 艶姿! 初春 照姫七変化（1991年、CX / 東映）
- 逆転 嫁・姑（1991年、YTV）
- 温泉病院看護婦長推理カルテ（1991年、ABC）
- 世にも奇妙な物語 '90秋の特別編「絶対イヤ!」（1991年10月4日、CX）
- カネボウヒューマンスペシャル 終の夏かは（1992年、NTV）
- 名古屋出戻り物語　離婚は絶対許さん!オヤジの叫びにきんさんぎんさん大声援!（1992年、THK）
- はぐれ刑事純情派 第5シリーズ 第2話「殺人を占った女・ハイヒールの犯罪!?」（1992年、ANB） ‐ 立花千代子
- 往診ドクターの事件カルテ 第7話「女は度胸でストリップ」（1992年、ABC）
- ツインズ教師（1993年、ANB） - 高井聖子 役
- パパっ子ちゃん（1993年、YTV）
- 名古屋嫁入り物語　初孫戦争の巻（1993年、THK）
- 静かなるドン 最終話（1995年、日本テレビ系列） - 占い師 役
- ナースのお仕事 第1シリーズ（1996年） - 近藤キク 役
- 命燃えて（1997年、MBS）
- 命賭けて（1998年、MBS）
- ああ嫁姑（1999年、MBS）
- ディア・ゴースト（2000年、MBS）
- 花王愛の劇場 一攫千金夢家族（2002年、TBS）
- 23時ドラマ 女将になります（2003年、NHK）
- 花王愛の劇場 一攫千金夢家族2（2003年、TBS）
- 金曜エンタテイメント 新・細うで繁盛記1（2006年、CX） - 野口勝子 役

### 映画
- 女三四郎（1950年、東宝）[注釈 10]
- 武蔵野夫人（1951年、東宝） -
- うれし恥かし看板娘（1954年、東宝） - 初主演
- ジャンケン娘（1955年、東宝）
- 花嫁立候補  (1955年、東宝）
- 驟雨（1956年、東宝）
- ロマンス娘（1956年、東宝）
- サザエさん（1956年、東宝） - おでん屋の女将
- 三十六人の乗客（1957年、東宝） - 〆蝶
- 上役・下役・ご同役（1959年、東宝） - ドリアンのマダム
- 大学のお姐ちゃん（1959年、東宝）[注釈 11]
- 独立愚連隊（1959年、東宝）
- 女が階段を上る時（1960年、東宝） - ホステス
- サラリーマン出世太閤記・完結篇 花婿部長No.1（1960年、東宝）
- ガス人間第一号（1960年、東宝） - 里代[1][2]
- 暗黒街の弾痕（1961年、東宝） - 飲み屋のおかみ
- アワモリ君売出す（1961年、東宝） - 「立花チャームスクール」の講師
- どぶろくの辰（1962年、東宝）
- イチかバチか (1963年)
- 社長シリーズ
  - 社長道中記（1961年、東宝） - 女あんま
  - 社長紳士録（1964年、東宝） - 鹿児島の芸者
  - 社長千一夜（1967年、東宝）
- 江分利満氏の優雅な生活（1963年、東宝）
- クレージー映画
  - 香港クレージー作戦（1963年、東宝）
  - クレージーの無責任清水港（1966年、東宝）
  - クレージーだよ奇想天外（1966年、東宝）
  - クレージー黄金作戦（1967年、東宝）
- 君も出世ができる（1964年、東宝）
- 怪獣大戦争（1965年、東宝）- 婦人団体代表[1][2][3]
- 落語野郎シリーズ
  - 落語野郎 大脱線（1966年、東宝）
  - 落語野郎 大馬鹿時代（1966年、東宝）
  - 落語野郎 大爆笑（1967年、東宝）
- てなもんや東海道（1966年、東宝）
- 日本一シリーズ
  - 日本一の裏切り男（1968年、東宝）
  - 日本一のショック男（1971年、東宝）
- ザ・タイガース 華やかなる招待（1968年、東宝）
- 喜劇 駅前桟橋（1969年、東宝）
- どですかでん（1970年、東宝）
- 初めての旅（1971年、東宝）
- おくさまは18才 新婚教室（1971年、東宝）
- 昭和ひとけた社長対ふたけた社員 月月火水木金金（1971年、東宝）
- 人間革命（1973年、東宝）
- ルパン三世 念力珍作戦（1974年、東宝） - 婦人警官
- 青春の門（1975年、東宝）
- お姐ちゃんお手やわらかに（1975年、東宝）
- がんばれ!若大将（1975年、東宝）
- 青い山脈（1975年、東宝）
- 裸の大将放浪記〜山下清物語〜（1981年、松竹）
- 駅 STATION（1981年、東宝）
- 時代屋の女房2（1985年、松竹）
- 必殺! ブラウン館の怪物たち（1985年、松竹）
- 雪の断章 -情熱-（1985年、東宝） - 英語教師
- ドン松五郎の生活（1986年、東宝）
- ボクの女に手を出すな（1986年、東映）
- 母（1988年、松竹）
- 公園通りの猫たち（1989年、東映）
- REX 恐竜物語（1993年、松竹）
- 大夜逃（1995年、東宝）

### 舞台
- アニーよ銃をとれ（1964年）
- いちばん星（1978年）
- ミズ（1984年）
- ふしぎの国のアリス（1985年、シアターアプル）
- 喜劇・手枕さげて（1986年、名鉄ホール）
- 風と共に去りぬ（1987年、帝国劇場）
- 義理人情いろはにほへど若旦那（1988年、新宿コマ）
- 遠山の金さん（1991年、新歌舞伎座）
- アンの愛情（1991年、東京芸術劇場 / 大阪メルパルク）
- エニシング・ゴーズ（1991年、日生劇場 / 中日劇場）
- リリーとリリー（1991年、セゾン劇場）
- 大草原の小さな家（1993年 - 1996年、東京厚生年金会館 他）
- アーサー家のローズ（1994年、新神戸オリエンタル劇場 / 博品館）
- 名古屋嫁取り物語（1996年、中日劇場）
- 五木ひろし特別公演（1998年、明治座）
- 満ちたりぬ月（1998年、名鉄ホール）
- 新・名古屋嫁取り物語（1998年、中日劇場）
- あばれ女将（1999年、帝国劇場）
- 松井誠奮闘公演 女形気三郎（2001年、サンシャイン劇場）
- 嫁も姑も皆幽霊（2002年、三越劇場）
- しあわせ家族（2004年、名鉄ホール 他）
- 嫁も姑も皆幽霊（2004年、名鉄ホール）
- 嫁も姑も皆幽霊（劇団NLTに客演）

### 劇場アニメ
- ルパン三世 バビロンの黄金伝説（1985年、東宝） - ロゼッタ〈老婆〉[9]

### 吹き替え
- イタリア式恋人アタック作戦 - フランチェスカ・ロマーナ・コルッツィ
- 悪魔の毒々おばあちゃん - ダニー・デイヴン

### バラエティ
- ライオンのいただきます（1984年、フジテレビ）
- 土曜大好き!830(関西テレビ)
- オレたちひょうきん族（フジテレビ）
- クイズ!世にも不思議な逆回転（フジテレビ）
- クイズ!年の差なんて（フジテレビ）
- ぴりっとタケロー（TBS）
- マダムんむん（TBS）
- ワールドクイズ ザ・びっくり地球人!（日本テレビ）
- 全日本そっくり大賞（テレビ東京）
- ヤンヤンもぎたて族（テレビ東京）
- 夢通りエプロン亭（テレビ東京）

### CM
- 小林製薬 デントジェル（1988年）
- ロッテ ホカロン（1990年）
- 松本引越センター（1992年）
- ローソン（1992年）
- ポリデント
- SOFT99 メガネブク
- 東芝 優凍生セレクト（1985年）

## トークショー・講演会
- 塩沢ときの泣き笑い人生

## 著書
- 『愛ときどき涙－ガンも男も乗り越えて、いま青春まっただ中』（1985年、講談社）
- 『ときさんの いつだっておんな盛り花盛り－泣いても笑っても、いいじゃございません?!』（1988年、ベストセラーズ）
- 『がん人生』（1992年、データハウス）